# Рольф, Роберт Аллен
Роберт Аллен Рольф (англ. Robert Allen Rolfe, 1855—1921) — британский ботаник, специализировавшийся в области изучения орхидей.
Был первым хранителем гербария орхидей в Королевском ботаническом саду в Кью, основал журнал «The Orchid Review».
В честь него немецкий ботаник Отто Кунце назвал род Allenrolfea из семейства Амарантовые (Amaranthaceae).